# Your Song Saved My Life
"Your Song Saved My Life" é uma canção da banda de rock irlandesa U2. Foi lançado como single em 3 de novembro de 2021 e escrito para a trilha sonora do filme de animação Sing 2 (2021), no qual o vocalista Bono também aparece como dublador no filme. A primeira canção original da banda desde 2019, foi descrita por Bono como autobiográfica. Uma inspiração proeminente para a faixa foi a lista de "60 Songs That Saved My Life", compilada por Bono na época de seu 60.º aniversário.

## Recepção
Wren Graves do Consequence, afirmou que "Your Song Saved My Life" é "possivelmente a pior música do ano", denominado-a de uma "doce bagunça". Em contrapartida, Ed Power do The Irish Times afirmou que a canção "chega ao padrão dos clássicos do U2 por ser épica". De modo neutro, Chris Willman da revista Variety, afirmou que "embora a nova música não represente um grande salto no gênero, os fãs do U2 irão reconhecê-la como um afastamento do estilo usual do grupo, começando com um piano estilo pop-gospel e progredindo para um acompanhamento orquestral antes de finalizar com um refrão em falsete, não havendo a sonoridade da guitarra".

## Paradas e posições
| País/Parada (2021–22)                      | Melhor posição |
| ------------------------------------------ | -------------- |
| Bélgica (Ultratop 50 de Valônia)           | 41             |
| Estados Unidos (Adult Alternative Airplay) | 34             |
| Itália (EarOne)                            | 26             |
| Países Baixos (Dutch Top 40)               | 33             |
| San Marino (SMRTV)                         | 34             |